# Otar Kakabadse
Otar Kakabadse (georgisch ოთარ კაკაბაძე; englisch Otar Kakabadze; * 27. Juni 1995 in Tiflis), genannt Kaka, ist ein georgischer Fußballspieler, der bei KS Cracovia unter Vertrag steht.

## Karriere

### Verein
Kakabadse begann seine Karriere in Georgien bei der Dinamo Academy. 2013 wechselte er in die erste Mannschaft von Dinamo Tiflis. Dort absolvierte er in zwei Jahren 40 Spiele in der höchsten georgischen Liga, ehe er in die zweite Spanische Liga zu Gimnàstic de Tarragona wechselte. Nach einem halben Jahr bei Gimnàstic mit wenigen Einsätzen wurde er für ein halbes Jahr nach Dänemark zu Esbjerg fB verliehen.
In der zweiten Spielzeit bei Gimnàstic war er Stammspieler auf der Position des rechten Verteidigers. In 36 Ligaspielen gelangen ihm ein Tor und sechs Assists. Im Sommer 2018 wurde der FC Luzern aus der Schweiz auf ihn aufmerksam und verpflichtete den Verteidiger für eine Ablösesumme von rund 500.000 Euro mit einem Dreijahresvertrag bis Juni 2021. Im August 2020 wechselte er zum CD Teneriffa nach Spanien. Nach einer Saison auf Teneriffa zog er weiter und schloss sich KS Cracovia an.

### Nationalmannschaft
Kakabadse spielt von 2011 bis 2015 in mehreren Juniorenmannschaften für Georgien. Sein Länderspiel-Debüt für die A-Nationalmannschaft Georgiens gab er am 8. Oktober 2015, als er beim 4:0-Sieg gegen Gibraltar auflief.  In der erfolgreichen Qualifikation für die EM 2024 wurde er in sieben von zehn Spielen eingesetzt, darunter die beiden Play-off-Spiele, und wurde für die Endrunde nominiert.